# Margot Göttlinger
Margot Göttlinger (verheiratete Binder, * 29. August 1920 in Elberfeld, heute Wuppertal; † April 2001 in Wiehl) war eine deutsche Schauspielerin, Regisseurin und Mitbegründerin des Deutschen Staatstheaters Temeswar (DSST).

## Werdegang
Margot Göttlinger wurde von 1936 bis 1939 an der Filmhochschule Berlin-Babelsberg zur Kostümbildnerin ausgebildet. Auf Empfehlung des Filmregisseurs Wolfgang Liebeneiner studierte sie anschließend von 1939 bis 1941 Schauspielkunst in Babelsberg.
1941 erhielt Göttlinger für ein Jahr ein Engagement am Deutschen „Landestheater“ in Hermannstadt, wo sie erste Erfolge feierte: 1943 als Königin Elisabeth in Schillers Maria Stuart, in der Hauptrolle in „Glück und Glas“ von Heinz Steguweit, als Minna in Lessings Minna von Barnhelm, als Königin in Schillers Don Carlos oder als Iphigenie in Goethes Drama Iphigenie auf Tauris. 1942 heiratete sie den Bühnenbildner Gustav Binder. In Hermannstadt wurden ihre beiden Söhne Wolfgang (* 1943, Musiker) und Raimund (* 1945, Regisseur Wiehl) geboren. Das Ehepaar Binder blieb nach 1945 in Rumänien. Die jährlichen Theatertourneen führten die Truppe durch viele siebenbürgische Ortschaften Mediaș (Mediasch), Agnita (Agnetheln), Brașov (Kronstadt) und Sighișoara (Schäßburg). Nach 1948, als das Landestheater in Hermannstadt aufgelöst wurde, führte Margot Göttlinger Regie am deutschen Gymnasium in Sighișoara. Hier inszenierte sie Schillers Kabale und Liebe und Gogols Revisor.

### Regisseurin
Als das Deutsche Staatstheater Temeswar 1953 wiedereröffnet wurde – nachdem es infolge der Magyarisierung mehr als 50 Jahre geschlossen war – zog die Familie Binder nach Timișoara (Temeswar), wo Gustav Binder als Bühnenbildner und Margot Göttlinger als Schauspielerin tätig waren. Hier übernahm sie anfangs die Spielleitung. Schillers „Kabale und Liebe“ wurde 1955 von Göttlinger inszeniert und war das Highlight der Schillerfestspiele in Temeswar. Schillers „Der Neffe als Onkel“ und Goethes Die Laune des Verliebten wurden 1956 von ihr einstudiert. Es folgten 1957 Iphigenie auf Tauris und 1958 das russische Märchenspiel Die feuerrote Blume von Irina Karnauchowa und Leonid Braussewitsch. Als Hanns Schuschnig als Hausregisseur ans Theater kam, übernahm sie die Regieassistenz: 1960 in Schillers Die Räuber, Beaumarchais Figaros Hochzeit oder Jewgenij Schwarz „Geschichte einer jungen Ehe“. 1961 übersiedelte Göttlinger nach Hermannstadt, kehrte aber 1969 wieder ans Deutsche Staatstheater Temeswar zurück.
Ein besonderes Verdienst von Margot Göttlinger war die Förderung der deutschen Lokaldramatiker: Ludwig Schwarz „Mathias Till“ (1977), Norbert Petris Operette „Bezaubernde Jugend“ (1978), die Märchenstücke ihres Sohnes Raimund Binder „Das tapfere Schneiderlein“ (1972) und die „Gänsehirtin am Brunnen“ (1976). In das Jahr 1976 fällt auch Heinz Czechowskis „Rumpelstielzchen“. Den größten Regieerfolg hatte sie jedoch mit Hans Kehrers Dramatisierung von Adam Müller-Guttenbrunns „Meister Jakob und seine Kinder“ (1978).

### Schauspielerin
1954 war Margot Göttlinger zum ersten Mal in einer Hauptrolle am Deutschen Staatstheater Temeswar in Friedrich Wolfs „Bürgermeister Anna“ zu sehen.
Weitere Hauptrollen waren: Lady Milford in „Kabale und Liebe“ von Schiller (1954); Minna in „Minna von Barnhelm“ von Lessing (1956); Iphigenie in „Iphigenie auf Tauris“ von Goethe (1957); Eboli in Don Carlos von Schiller (1958); Mutter Courage in Mutter Courage und ihre Kinder von Brecht (1958); Desdemona in Othello von Shakespeare (1961); Josie in „Ein Mond für die Beladenen“ von Eugene O’Neill (1969); Marthe in Urfaust von Goethe (1973); Wassa in „Wassa Schelesnjowa“ von Maxim Gorki (1973); Amanda Wingfield in Die Glasmenagerie von Tennessee Williams (1974).
Mit Grillparzers Sappho brachte sie es auf 34 Aufführungen, die von mehr als 8000 Zuschauern gesehen wurden Es war ihre letzte Rolle beim Deutschen Staatstheater Temeswar.
Bei den Kammermusikabenden rezitierte sie Gedichttexte von Chamisso, Heine und Eichendorff. In der Zeitschrift „Volk und Kultur“ veröffentlichte sie Aufsätze über Bühnenkunst und trat auch als Lyrikerin in Erscheinung.
In knapp 40 Jahren künstlerischer Tätigkeit spielte Göttlinger über 80 Rollen am Deutschen Staatstheater Temeswar und zeitweise an der deutschen Abteilung des Staatstheaters Hermannstadt. Margot Göttlinger war eine Persönlichkeit ersten Ranges im Kulturleben der Banater Schwaben und Siebenbürger Sachsen.
1983 ließ sie sich in der Bundesrepublik Deutschland nieder, wo sie 2001, im Alter von 81 Jahren, in Wiehl verstarb.